# Maison de la culture
Ne doit pas être confondu avec Maison des jeunes et de la culture.
En France, les maisons de la culture sont des établissements culturels créés en 1961, à l'initiative d'André Malraux, alors ministre des Affaires culturelles.

## Historique
C'est surtout en France que se développe le concept de maison de la culture. Mais le Québec au Canada et la Belgique en offrent quelques exemples.  
La première Maison de la culture en France est fondée à l'initiative de Paul Vaillant-Couturier en 1935 à Paris, 22 rue de Navarin, comme siège de l'Association des écrivains et artistes révolutionnaires, avec Louis Aragon comme secrétaire général. Elle se trouve ensuite en 1936 rue d'Anjou et fait partie de « L'Association des Maisons de la culture » dans le contexte du Front populaire. Il s'agit de mettre l'art à la portée du peuple, dans tout le pays et sous toutes ses formes (par exemple le cinéma, avec "Ciné-liberté"). En 1937, Albert Camus dirige la Maison de la Culture d'Alger. Le terme apparaît également dans la bouche d'André Malraux et Gaëtan Picon, militants de la Ligue des intellectuels contre le fascisme. 

### Action décisive d'André Malraux
Nommé ministre des Affaires culturelles en 1959, Malraux relance cette notion, en l'évoquant au Festival de Cannes de 1959, à travers les ciné-clubs qui devaient y prendre place. Le 17 novembre suivant, il annonce aux députés qu'une maison de la culture par département devrait voir le jour avant trois ans, afin que « n'importe quel enfant de seize ans, si pauvre soit-il, puisse avoir un véritable contact avec son patrimoine national et avec la gloire de l'esprit de l'humanité ».
En mars 1961, la Commission de l'équipement culturel et du patrimoine artistique du IVe plan acte l'ouverture de vingt maisons de la culture en quatre ans. Dès lors, Malraux en fait la pierre angulaire de sa politique, « modernes cathédrales », pour rendre effectif l'objectif de « rendre accessible les œuvres capitales de l'humanité au plus grand nombre de Français », mentionné dans le décret de création du ministère des Affaires culturelles. 
Face à un ministère naissant et la faiblesse des budgets, il faut donc rapidement affirmer la légitimité de l'action culturelle en ouvrant les premiers lieux. Le chantier du déploiement est confié à Émile Biasini, directeur du théâtre, de la musique et de l'action culturelle en décembre 1959. On profite des projets déjà engagés pour les faire inclure dans le nouveau concept, au prix de lieux mal adaptés, et un ensemble hétérogène. On s'appuie également sur les structures déjà existantes en France, particulièrement les théâtres nés de la décentralisation dramatique, du fait de la proximité des missions et de leur bonne implantation sur le terrain. Mais Roger Planchon à Lyon, et Hubert Gignoux à Strasbourg déclinent la proposition pour se concentrer sur le théâtre.

### Maisons de la Culture
- Le Havre (1961) : la première maison de la culture est inaugurée, sous la direction de Reynold Arnould en 1961, au Havre, initialement prévue pour être un musée, ce qui oblige les spectacles à se dérouler sous un chapiteau.
- Bourges (1963) : le palais des congrès resté inachevé en 1939, est réaménagé pour devenir la maison de la culture de Bourges, et accueillir la Comédie de Bourges de Gabriel Monnet, labellisée également centre dramatique national.
- Caen (1963) : on profite de la reconstruction du théâtre municipal rasé par la Libération pour élargir ses ambitions sous l'égide de Jo Tréhard[4].
- Paris (1964) : le ministère achète à Paris un ancien cinéma pour y installer le Théâtre de l'Est parisien et Guy Rétoré.
- Amiens (1966) : Maison de la culture d'Amiens inaugurée en 1966 par André Malraux.
- Grenoble (1968) : Maison de la culture (devenue (MC2) inaugurée par André Malraux.
- Reims (1968): Maison de la culture
- Rennes (1968) : Maison de la culture de Rennes.
- Saint-Étienne (1968) : Le bâtiment est inauguré en septembre 1968, ses architectes sont Seignol, Ferraz et Gouyon. Elle devient Maison de la culture et de la communication en 1983 ; est renommée l'Esplanade en 1994
- Nevers (1969) : Maison de la culture de Nevers.
- Chalon-sur-Saône (1971) : Maison de la Culture (architecte Daniel Petit), devenue Espace des Arts.
- Papeete (1971) : Sur un remblai créé par l'État près du quartier Paofai est créée la « Maison des Jeunes et Maison de la Culture »[6]
- Créteil (1975) : Maison des Arts André Malraux inaugurée par Jacques Chirac, Premier ministre.
- Angers (1977) : Maison de la culture d'Angers.
- Bobigny (1980) : Maison de la culture de Seine-Saint-Denis MC93 Bobigny.
- Montréal (1981) : Maison de la culture du quartier Hochelaga-Maisonneuve.
- Chambéry (1983) : Espace Malraux.
- Clermont-Ferrand (1979) : Maison de la culture de Clermont-Ferrand

Mais en dix ans, seules sept sont effectivement ouvertes.

## Concept
Le concept de maison de la culture s'inscrit à la fois dans l'engagement d'une politique de décentralisation culturelle, partiellement débutée sous le Front populaire et la Quatrième République, et dans la pensée malrucienne du choc esthétique. L'idée est de créer à travers la France, des structures d'accueil pour la diffusion sur tout le  territoire, et non plus seulement à Paris, de la culture savante, auprès du public le plus large.
La définition est confiée à Pierre Moinot qui, en mars 1961, dans le cadre du plan quinquennal pour la culture, décrit un lieu pluridisciplinaire de rencontre entre l'homme et l'art pour faire « naître une familiarité, un choc, une passion, une autre façon pour chacun d’envisager sa propre condition. Les œuvres de la culture étant, par essence, le bien de tous, et notre miroir, il importe que chacun y puisse mesurer sa richesse, et s’y contempler. » Il forge l'idée d'une « rencontre intime » par la confrontation directe avec l'œuvre, sans « l’écueil et l’appauvrissement de la vulgarisation simplificatrice », en dehors d'une médiation artistique. 
Contrairement aux autres structures déjà conçues, les maisons de la culture ne sont pas spécialisées, elles doivent abriter aussi bien des représentations théâtrales que des ballets ou des expositions d'art. Fidèles à la conception de Malraux, elles excluent toute médiation culturelle, privilégiant la confrontation directe aux œuvres.
Le projet est fortement critiqué. D'abord, les structures sont implantées sans réelles discussions avec les collectivités locales, qui doivent pourtant cofinancer pour moitié l'équipement. De plus, les premières, pour une ouverture rapide, prennent place dans des projets qui ne sont pas conçus originellement pour la polyvalence. Ainsi, la maison de la culture du Havre ouvre dans un musée, celle de Caen dans un théâtre, celle de Bourges et Thonon dans des palais des congrès, et le Théâtre de l'Est parisien, dans un cinéma.
De ce fait, trois villes profitent de la contestation de 1968 pour reprendre possession des maisons de la culture, à Caen, Firminy et Thonon.
De plus, il est reproché aux maisons de la culture, comme à l'ensemble de la politique malrucienne, leur conception élitiste de l'art. Ainsi l'Appel de Villeurbanne, réunissant des directeurs de maisons de la culture et de théâtres publics, prône un théâtre engagé, avec une véritable politique de médiation.

## Héritage

### France
En 1991, les maisons de la culture ont été regroupées avec les centres d'animation culturelle et les centres de développement culturel au sein du label Scène nationale, par Bernard Faivre d'Arcier, poursuivant ainsi les préceptes de pluridisciplinarité, de décentralisation et d'action locale. Ainsi, par la permanence de cette volonté de polyvalence culturelle et par l'ouverture de structures « spécialisées » à d'autres arts, Augustin Girard affirme que la maison de la culture, longtemps considérée comme un échec, est finalement un succès, le concept ayant dépassé les lieux originels.
L'implication des collectivités locales a également permis une prise de conscience des édiles locaux de l'importance d'une politique culturelle locale, initiant la municipalisation de la culture et la décentralisation, qui prennent leur essor dans les années 1970.
Aujourd'hui, seuls quelques établissements ont conservé le titre de maison de la culture, comme Amiens, Bourges,  Bobigny (MC93), Grenoble (MC2), Le Havre (le Volcan) ou Créteil (Maison des arts et de la culture). 

### Canada
À Montréal au Québec, un réseau important de maisons de la culture ont été déployées depuis les années 1980, inspirées directement par le modèle français. 
Depuis 2007, ce réseau se nomme Accès culture. Il compte 22 diffuseurs pluridisciplinaires et un spécialisé (La Chapelle historique du bon-Pasteur) et un dernier saisonnier (Théâtre de Verdure) dans les 19 arrondissements du territoire de la Ville de Montréal.

### Belgique
En Belgique, déjà, dès 1880, des précurseurs inaugurèrent, à Bruxelles, un Palais des Beaux-Arts dont le programme réunissait peinture, sculpture, musique, conférences (les premières conférences étaient apparues, à Bruxelles, à partir des années 1850, lorsque des exilés politiques français appliquèrent au grand public la formule des cours universitaires publics). Mais, en 1929, préfigurant le programme des maisons de la culture, apparut le palais des beaux-arts de Bruxelles. Inauguré en plein centre de la ville, au cœur d'un quartier groupant de grands musées et le palais des Académies, c'est un vaste centre polyculturel reprenant le programme du premier palais des beaux-arts du XIXe siècle et jouxtant le site de ce qui sera plus tard le Palais des Congrès (Square Brussels-Meeting Centre) de Bruxelles. Cette proximité sera la source, à partir de la fin du XXe siècle, de possibilités de synergie, compte tenu de l'ampleur et de la diversité des locaux des deux institutions. Construit dans la capitale belge, entre 1925 et 1930, dans le style Art déco, le Palais des Beaux-Arts fut conçu, audacieusement à l'époque, par un groupe de mécènes soutenus par le bourgmestre Adolphe Max. Le  but était de développer des activités regroupant les arts plastiques, l'architecture, la littérature, le théâtre, la musique, la danse et le cinéma dans un bâtiment spécialement dessiné par l'architecte Victor Horta, (qui avait été un des pères du Modern Style), et largement financé par le mécène Henry Le Bœuf. Il s'y donne chaque année le plus prestigieux concours musical du monde, le concours Reine-Élisabeth de Belgique dans une salle de 2 200 places, ainsi que les grandes expositions thématiques d'Europalia et d'autres manifestations, comme des expositions de peinture et de sculpture. Le palais abrite aussi une salle de théâtre  et une salle de cinéma qui fut englobée, en 1961, dans la Cinémathèque royale de Belgique. S'y sont ajoutées deux nouvelles salles souterraines (sous la voirie). D'autre part, dans la commune bruxelloise d'Uccle a été inauguré, en 1958, le Centre culturel d'Uccle. Parmi les dix-neuf communes de Bruxelles-Capitale d'autres possèdent également leur propre centre culturel, comme la commune d'Uccle et la commune de Woluwe-Saint-Lambert  avec Wolubilis.   En province, des initiatives municipales furent à l'origine, entre autres, du Palais des beaux-arts de Charleroi et, à Namur, de la Maison de la Culture inaugurée en 1964 (construction commencée en 1958).
Enfin, à partir de 1968, le plan quinquennal de politique culturelle du ministre Pierre Wigny présida à la création d'un réseau de maisons de la culture, de centres culturels et de maisons de jeunes avec la collaboration de responsables tels que Marcel Hicter et Henry Ingberg. Un des exemples les plus réussis en est la maison de la culture de Tournai, de l'architecte Simone Guillissen-Hoa, avec sa salle ronde polyvalente conçue par le service théâtre du scénographe Frank Lucas dont une présentation, sous la forme d'une maquette animée, est visible dans le film Pour un monde plus humain de Jean-Marie Piquint consacré au plan quinquennal belge de politique culturelle. On doit retenir aussi le centre Marcel Hicter de la Marlagne où se tiennent, en pleine nature, des stages de formation d'animateurs. 
La fédéralisation de la Belgique ayant entraîné des conceptions différentes entre francophones, néerlandophones et germanophones, les réseaux de langues française, flamande et allemande se sont développés séparément. Mais ils sont ouverts à l'expression des artistes de toute origine, belges et internationaux.

### Sources
- Augustin Girard,1961. Ouverture de la première maison de la culture, Lettre d'information no  43, 17 février 1999, ministère de la Culture et de la Communication
- « Les maisons de la culture », site du ministère de la Culture et de la Communication
- %20Déclaration%20de%20Villeurbanne http://irice.univ-paris1.fr/IMG/pdf_Lettre_20_Rauch.pdf Déclaration de Villeurbanne. Le « concile » de Villeurbanne ou la crise de la décentralisation théâtrale, par Marie-Ange Rauch-Lepage, Lettre d’information no 20, Comité d’histoire, du ministère de la Culture. Mai 1968 Crise de la fonction culturelle de l'État : diffusion culturelle ou instrument de conscience politique du peuple ?
- Les scènes nationales, portrait et enjeux d'un réseau, sous la direction de Jean-Pierre Cordier, Hors série no 2 du théâtre, la revue, février 1995.
- Marie-Claire Mussat (sous la direction de), La maison de la culture de Rennes, Ed. du Layeur, 2002.
- Pascale Goetschel, Renouveau et décentralisation du théâtre, PUF, 2004.
- Philippe Urfalino, L'invention de la politique culturelle, Hachette, 2004.
- Guy Parigot, En scène ! Ed. Ouest France, 1989.
- Denis Gontard, La décentralisation théâtrale, Société d'édition d'enseignement supérieur, 1973.